# Sichuantakin
De sichuantakin (Budorcas taxicolor tibetana of Budorcas tibetana tibetana) is een van de vier ondersoorten van de takins. De ondersoort wordt traditioneel als een van de vier ondersoorten van Budorcas taxicolor beschouwd, maar op basis van een studie uit 2022 is de soort Budorcas tibetana van deze laatste afgesplitst met de sichuantakin als nominaatondersoort. Ze worden gemiddeld 1 meter hoog en 1,70 meter lang. De mannetjes wegen ongeveer 400 kg en de vrouwtjes ongeveer 250 kg. Er zijn nog maar minder 5000 sichuantakins over in het wild.